# Ribafrecha
Ribafrecha ist ein Ort und eine Gemeinde (municipio) mit 1.065 Einwohnern (Stand: 2024) in der Autonomen Gemeinschaft La Rioja im Norden Spaniens.

## Lage und Klima
Der Ort Ribafrecha liegt am Mittellauf des Río Leza in der Übergangszone zwischen dem Bergland der Tierra de Cameros und dem Ebro-Tal gut 15 km (Fahrtstrecke) südlich der Provinzhauptstadt Logroño in einer Höhe von ca. 490 m. Das Klima ist gemäßigt bis warm; Regen (ca. 485 mm/Jahr) fällt übers Jahr verteilt.

## Bevölkerungsentwicklung
| Jahr      | 1857  | 1900  | 1950  | 2000 | 2018 |
| Einwohner | 1.463 | 1.520 | 1.625 | 967  | 961  |

Infolge der Mechanisierung der Landwirtschaft, der Aufgabe bäuerlicher Kleinbetriebe und des daraus resultierenden geringeren Arbeitskräftebedarfs ist die Einwohnerzahl des Orts seit der Mitte des 20. Jahrhunderts deutlich zurückgegangen (Landflucht). Die Gemeinde gehört zum Weinbaugebiet der Rioja Baja.

## Wirtschaft
Die Gemeinde war jahrhundertelang zum Zweck der Selbstversorgung landwirtschaftlich orientiert, wobei die Viehwirtschaft (Milch, Käse, Fleisch) im Vordergrund stand; aus der Schafwolle wurden Weberzeugnisse hergestellt, die auch getauscht oder verkauft werden konnten. Aber auch Obst, Gemüse und Getreide wurden angebaut. Im 17. und 18. Jahrhundert waren zahlreiche Webereien hier ansässig. Heute werden vor allem im Sommerhalbjahr Ferienwohnungen (casas rurales) vermietet.

## Geschichte
Keltiberische, römische, westgotische und selbst islamisch-maurische Siedlungsspuren wurden auf dem Gemeindegebiet nicht entdeckt. Das Gebiet diente jahrhundertelang als Sommerweide für Schafe und Ziegen. Eine militärische Rückeroberung (reconquista) durch die Christen fand wohl nicht statt, doch wurde der Platz im Rahmen der Repoblación allmählich besiedelt. Der Ortsname Frechuela wird erstmals im 11. Jahrhundert erwähnt. Seit etwa 1040 gehörte die Gegend zur von García Sánchez III. geschaffenen Grundherrschaft (señorio) der Tierra de Cameros. Im Mittelalter war die Region zeitweise zwischen den Königreichen Kastilien und Navarra umstritten; im Jahr 1592 verkaufte die spanische Krone den Ort an Sancho González, dessen Nachfahren lange Zeit Grundherrn (señores) der Gegend blieben. Im 18. Jahrhundert erlebte der Ort wegen seiner Textilproduktion einen deutlichen Aufschwung. Nach der Abschaffung der Grundherrschaften im Jahr 1811 gehörte das Gebiet zur Provinz Soria und kam erst im Jahr 1833 zur neugeschaffenen Provinz Logroño, aus der später die Region La Rioja hervorging.

## Sehenswürdigkeiten

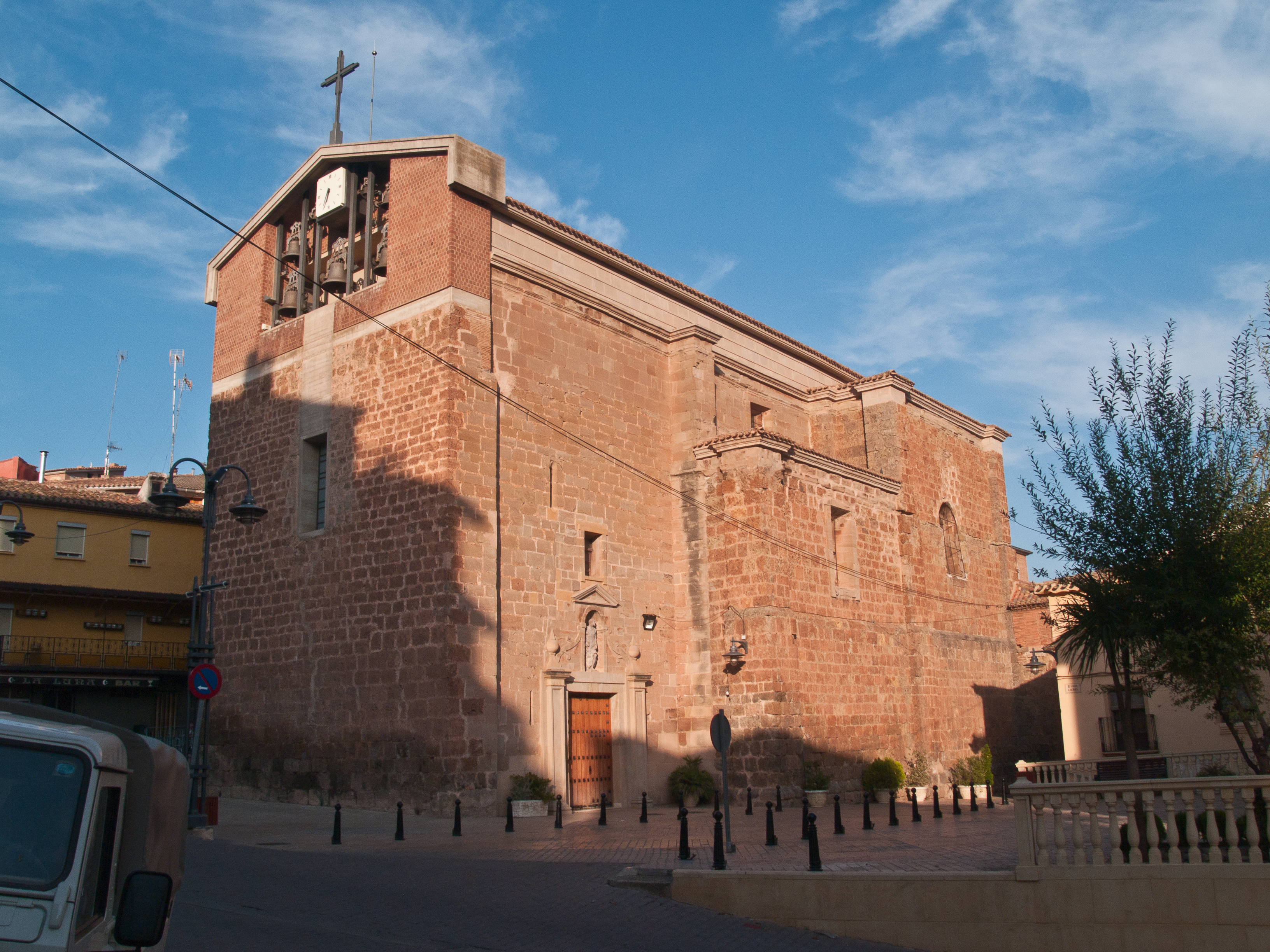
Ribafreche – Iglesia de San Pedro

- Wichtigster Bau des Ortes ist die im frühen 16. Jahrhundert an der Stelle eines mittelalterlichen Vorgängerbaus begonnene, aber erst gegen Ende des Jahrhunderts fertiggestellte Iglesia de San Pedro Apóstol. Während das Äußere der Kirche eher schmucklos gestaltet ist, beeindrucken das dreigeteilte Kirchenschiff (nave) durch seine spätgotischen Rippengewölbe und die Schaufront des großen spätbarocken Hauptaltars (retablo) und seiner seitlichen Begleiter. In den Jahren 1998/9 erhielt die Kirche einen modernen Glockengiebel (espadaña).[5]
- Die im 17./18. Jahrhundert erbaute Ermita de la Virgen de la Cuesta steht mitten im Ort. Beeindruckend ist das Innere der Kapelle mit mehreren vergoldeten Altären.[6]

Umgebung
- Am südlichen Ortsrand überspannt eine spätmittelalterliche, später jedoch immer wieder erneuerte zweibogige Steinbrücke (Puente Laidiez) den Río Leza.[7]